# Paltò

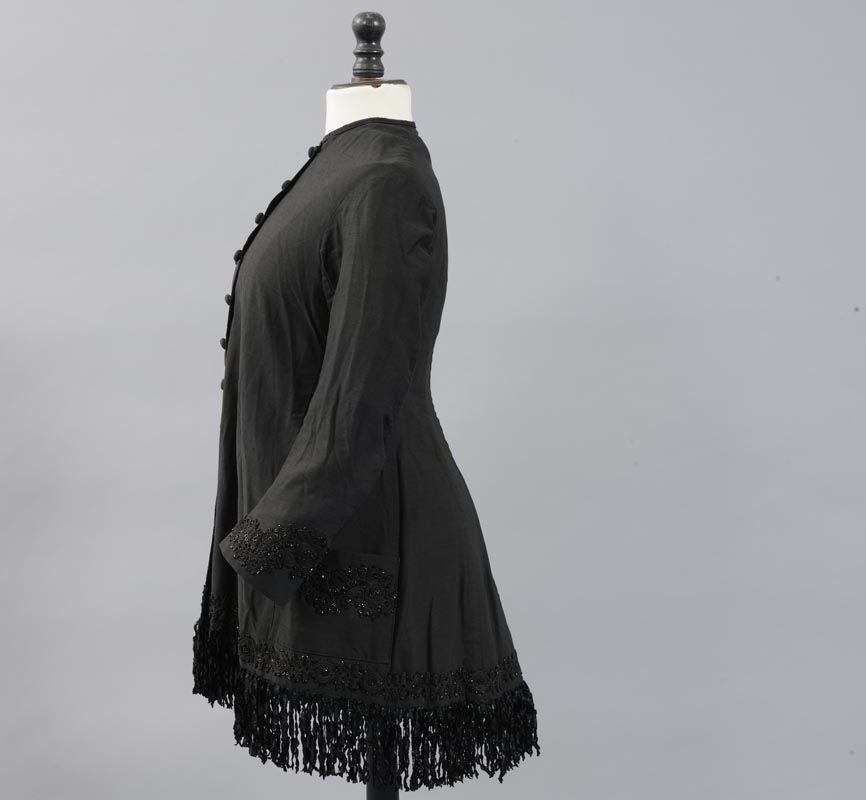
Paletot lungo

Un paltò (dal francese paletot) è una specie di soprabito del tipo frock coat, di solito un po' più lungo e più largo di quelli comuni, generalmente indossato sopra il frac, la redingote e altro capo di abbigliamento. Può essere realizzato in flanella, in tweed, nei colori nero, o blu marino.

## Storia
Si ritiene che il termine paletot derivi dall'antico cappotto romano noto come "palla" e dall'antico cappotto spagnolo noto come "paletoque". Si diffuse in Francia a partire dal 1700 e gli inglesi stabilirono che dovesse arrivare fino alla caviglia. Tuttavia, dagli anni venti, si iniziò a chiamare paletot ogni cappotto  doppiopetto. Altri credono che derivi da un abito o vestito militare in uso nel Medioevo.
Un tempo era l'abito dei lacchè e dei marinai finché non fu rimosso il cappuccio e venne un po' modificato, smise di essere di moda e divenne una specie di frock coat.

## Aspetto

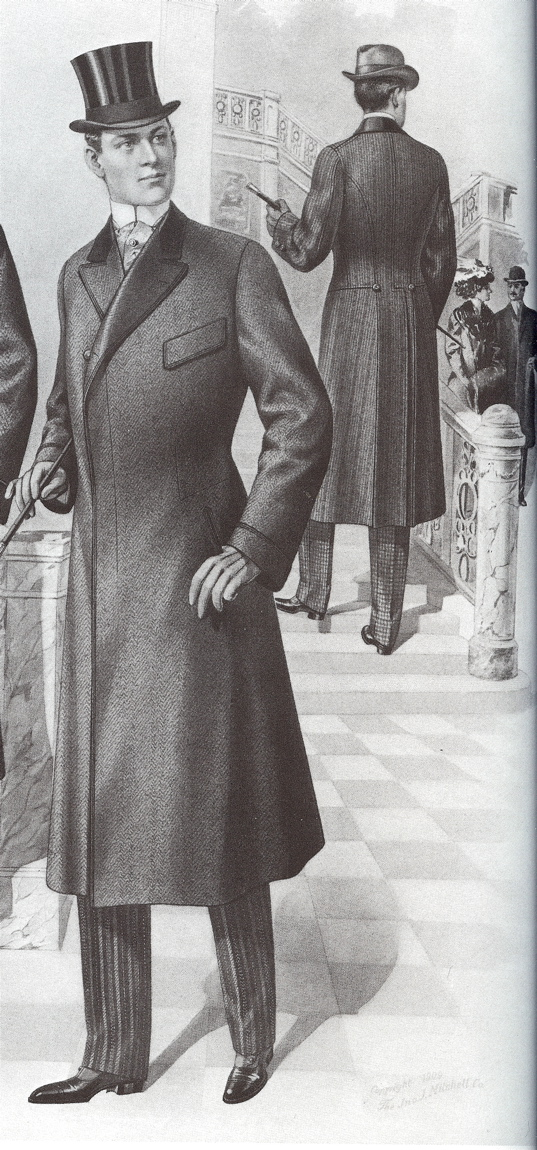
Un paletot con i bottoni coperti e il collo di velluto

Si tratta di un cappotto doppiopetto, a vita soppressa, lungo fino alla caviglia o al ginocchio, che talvolta presenta un collo di velluto o di pelliccia. Normalmente i bottoni sono quattro per chiuderlo (ma a volte c'è una sola coppia di bottoni) e due disposti più sopra e lontani dagli altri utilizzati come motivo ornamentale, tuttavia a volte i due bottoni ornamentali sono assenti o a volte è assente la fila di bottoni inferiore. La parte posteriore è senza cinte, o fasce, semplicemente con uno spacco come nelle giacche. Esistono due versioni, una normale e in tinta unita, un'altra data dall'intreccio di fili di due o tre colori diversi, quest'ultima andava assai di moda negli anni venti e trenta.